# Dacrifilia
A dacrifilia (também conhecida como dacrilagnia), é uma forma de parafilia onde o indivíduo sente interesse sexual ao observar o seu parceiro em lágrimas ou chorando.
O termo abrange todas as formas de prazer de ver as lágrimas dos outros. A excitação é alcançada quando há a visualização de uma pessoa em sofrimento emocional. Ele carrega o tema em que uma pessoa induz outra a chorar.